# 5. nordgrönländischer Landesratswahlkreis
Der 5. nordgrönländische Landesratswahlkreis war von 1911 bis 1951 ein Landesratswahlkreis in Nordgrönland. Der Wahlkreis umfasste die Gemeinden Ilulissat und Oqaatsut im Kolonialdistrikt Jakobshavn.

## Vertreter
Folgende Personen vertraten den Wahlkreis:
| Wahlperiode | Landesrat                         | Stellvertreter            | Anmerkung |
| ----------- | --------------------------------- | ------------------------- | --------- |
| 1911–1916   | Isak Jeremiassen                  | Aron Kristiansen          |           |
| 1917–1922   | Johan Gundel                      | Nathanael Petersen        |           |
| 1923–1926   | Ludvig Siegstad                   | Karl Sivertsen            |           |
| 1927–1932   | Mathias Storch (nicht 1929, 1931) | Boye Thomsen (1929, 1931) |           |
| 1933–1938   | Boye Thomsen                      | ?                         |           |
| 1939–1944   | Amasa Fly                         | Marius Sivertsen          |           |
| 1945–1950   | Marius Sivertsen                  | Amasa Fly                 |           |